# Катастрофа Ан-24 в Финском заливе
Катастрофа Ан-24 в Финском заливе — авиационная катастрофа, произошедшая в четверг 26 сентября 1991 года в Финском заливе близ Санкт-Петербурга с самолётом Ан-24 авиакомпании Полёт, в результате которой погибли 10 человек.

## Самолёт
Ан-24 с бортовым номером 46724 (заводской — 37300304, серийный — 003-04) был выпущен заводом Антонова 31 мая 1963 года, а свой первый полёт совершил 3 июля. Изначально самолёт поступил в Украинское управление гражданского воздушного флота, где эксплуатировался до мая 1980 года, после чего перешёл к НПО «Ленинец». С 29 мая 1991 года борт 46724 уже эксплуатировался в частной авиакомпании «Полёт».

## Катастрофа
Самолёт должен был выполнять грузовой рейс из Санкт-Петербурга в Воронеж по доставке телевизоров и комплектующих. В кабине находились командир (КВС) Владимир Леонидович Прокшиц, второй пилот Александр Студеникин и бортмеханик Станислав Тиньков. Также на борту находились 7 пассажиров. Вылетев из петербургского аэропорта Пулково, Ан-24 начал набор высоты, когда спустя всего 5 минут упал в воды Финского залива в 150 м от берега. Все 10 человек на борту погибли.

## Причины
Согласно результатам расследования, двигатели работали вплоть до столкновения с водой. Также в кабине находились дымозащитные маски, которые экипаж успел подготовить. Однако причина катастрофы так и не была установлена.